# Humacao
Humacao, Municipio Autónomo de Humacao, es una ciudad y municipioubicado en la región de la costa este perteneciente al Estado Libre Asociado de Puerto Rico. Fue fundado en abril de 1722 y sus cognomentos son "La Ciudad Gris"(por el humo producto de la intensa actividad de las centrales azucareras que hubo en el área), "La Perla del Oriente", "La Capital del Este", "Los Roe Huesos", "La Ciudad de los Granos" y “La H”. La ciudad y municipio de Humacao está organizada, territorialmente, en 12 barrios más 1 barrio-pueblo, el centro administrativo y principal del municipio.

## Símbolos

### Escudo
El color Oro representa el sol, simbolizando que Humacao está localizado en la parte Este de la Isla donde el sol se levanta. El Verde simboliza la herencia indígena nativa, denominada taína, así como la naturaleza tropical del Valle donde esta ciudad está localizada. El mismo escudo de armas representa el origen nativo e indígena del nombre Humacao y el espinazo cristiano de su pueblo.
La corona es un ornamento común en todos los escudos de armas de pueblos y ciudades cercanas a Humacao y fue adoptado por decreto real de España. La corona contiene cinco torres, símbolo de su designación de Ciudad al momento de su fundación. También representa la realeza del Cacique Indio Jumacao. Los otros dos componentes del escudo de armas son dos grupos de tres flechas y un pequeño escudo de armas. Las flechas simbolizan las tres guerras que enfrentó al Cacique Jumacao contra los españoles en el siglo XVI. El pequeño escudo de armas en el centro representa el nombre de la iglesia de Humacao, llamada Dulce Nombre de Jesús. El escudo fue diseñado por el Roberto Brascochea Lota en 1975 y fue adoptado por la Asamblea Municipal en noviembre de 1975.

### Bandera
Consiste de tres franjas: la franja oro amarillo simboliza el color de la corona del jefe indio Humacao, la franja colorada al centro simboliza el color del pequeño escudo de armas. La franja verde inferior simboliza el color de las flechas que usaban los taínos. 
El jefe indio Jumacao fue el primer cacique en leer y escribir en español. Esto se corroboró cuando le escribió al Rey de España quejándose de que el Gobernador de la Isla no estaba cumpliendo con lo que se había acordado en el tratado de paz, y que él y otros caciques indios eran virtualmente prisioneros del régimen. En la carta también afirmó que era un hombre libre, capaz de responder a sus propios hechos. El Rey de España estuvo tan conmovido por la carta, que ordenó al Gobernador de Puerto Rico que cumpliera los términos del tratado.

### Himno
La letra y melodía del Himno de la Ciudad de Humacao fueron compuestas por Miguel Correa López.
La letra del himno es la siguiente:

Humacao, hijo de taíno bravío 
antillano por herencia occidental
con los africanos formamos tus hijos,
caribeño en abrazo fraternal.
Humacao, pueblo cuna de artistas y poetas
que has sabido la gloria alcanzar
por tus hijos que han dado fortuna
para hacerte Ciudad Oriental.
Humacao, para ti es el canto taíno
inspirado en una hermosa oración
por tu gente, costumbres y encantos
eres paraíso terreno de Dios.
Humacao, pueblo cuna de artistas y poetas,
que has sabido la gloria alcanzar
por tus hijos que han dado fortuna
para hacerte Ciudad Oriental.

Humacao, Humacao, Humacao.

## Historia
200 años antes de la fundación oficial de Humacao, existía una aldea Taina llamada Macao, la cual era gobernada por su Cacique Jumacao, y estaba localizada en las orillas del Río Humacao.
Jumacao fue el último de los caciques borincanos en combatir a los españoles, organizó todo el este de Borikén y las islas de Bieque y Ay-Ay (Santa Cruz) que combatieron a su lado. Su sobrino Mabú (luego bautizado Juan de Humacao) fue capturado y educado por franciscanos que le enseñaron a leer y escribir el castellano, lo que quedó constatado en su carta al Rey de España donde se quejaba por los incumplimientos al tratado de paz. El rey Carlos V le concedió su petición de permitirle organizar su yucayeque y ordenó (el rey) que le entregaran el este de Borikén a Juan de Humacao para pacificar la zona.
Este pueblo se fundó para el año 1722 por canarios y taínos jíbaros En su fundación sucedió el primer acto de rescate de terrenos por las familias canarias que combatieron contra las tropas españolas enviadas por el gobernador de Puerto Rico, en uno de los primeros actos de desobediencia civil registrado en la historia de Puerto Rico. En el 1881 le conceden el título de Villa. En el 1893 obtiene el título de Ciudad. Su nombre es indio derivado del cacique Jumacao.
Para 1722 llegó a sus playas un grupo de emigrantes de las Islas Canarias, fundaron un pequeño poblado que bautizaron San Luis del Príncipe de la Rivera de Jumacao, en honor al príncipe Luis y al Cacique Jumacao o Macao, señor de estas tierras antes de la colonización. Con el pasar del tiempo solo se le llamó a la ciudad Humacao.

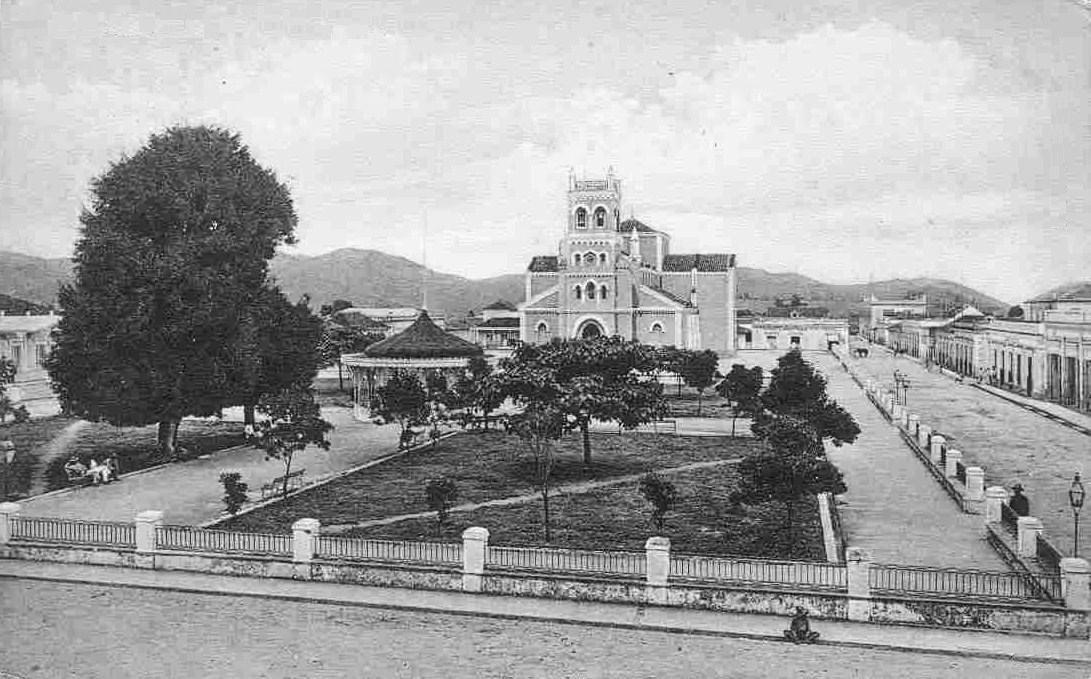
Plaza de Recreo de Humacao en 1910.

El área este de Puerto Rico durante los dos primeros siglos de presencia española estuvo muy poco poblada, en especial por las órdenes de Carlos V de dejar tranquilos a los taínos de Humacao y porque la zona sufrió grandes inundaciones siendo la entrada de las tormentas y huracanes que azotaban la isla.
En 1781, Humacao, cuyo nombre había sido acortado y españolizado según algunos historiadores, recibió el título de pueblo, aunque otros insisten en que ese hecho ocurrió en 1793. Ya en 1828 tenía una población de 4,713 habitantes que incluía 45 esclavos. En ese mismo año recibió el título de distrito para asuntos militares y administrativos. En 1894 dado su rápido crecimiento en población fue declarada ciudad, por eso su escudo municipal lleva cinco torres. 
Durante la Segunda Guerra Mundial, ya bajo control estadounidense, fue construido
”el Morrillo” (actualmente localizado en La Reserva Natural de Humacao).
Este pequeño búnker sirvió como punto de observación militar ante posibles ataques en caso de una invasión.
El huracán de 12 de agosto de 1956, Santa Clara, también conocido como Betsy, trajo una gran crecida de su río que se adentró en la zona urbana arrastrando casas y el puente de la carretera número tres. El huracán Donna, que pasó cerca de Puerto Rico, creó unas inundaciones del río Humacao que mató a unas 200 personas (1960). El Huracán María del 20 de septiembre de 2017 fue el peor huracán que ha sufrido Humacao, seguido por el Huracán San Felipe II, Huracán Hugo y el Huracán George.

## Geografía
Humacao se encuentra localizado en la costa este; al norte de Yabucoa, al este de Las Piedras y al sur de Naguabo. Tiene llanuras a lo largo del centro y la costa del municipio, representando elevaciones de entre 100-300 metros de altitud en barrios rurales.

### Barrios
| #  | Nombre del barrio | Población | Superficie |
| -- | ----------------- | --------- | ---------- |
| 1  | Humacao pueblo    | 3862 hab. | 1.67 km    |
| 2  | Mambiche          | 2387 hab. | 5.4 km     |
| 3  | Antón Ruiz        | 3496 hab. | 21.76 km   |
| 4  | Punta Santiago    | 4723 hab. | 8.23 km    |
| 5  | Collores          | 2770 hab. | 5.25 km    |
| 6  | Mabú              | 8045 hab. | 7.59 km    |
| 7  | Tejas             | 6821 hab. | 7.75 km    |
| 8  | Río Abajo         | 7495 hab. | 20.62 km   |
| 9  | Cataño            | 3387 hab. | 6.49 km    |
| 10 | Mariana           | 3230 hab. | 11.33 km   |
| 11 | Buena Vista       | 3519 hab. | 13.64 km   |
| 12 | Candelero Arriba  | 3596 hab. | 3.79 km    |
| 13 | Candelero Abajo   | 5135 hab. | 15.01 km   |

### Cayo Santiago
Humacao cuenta con una pequeña isla a un kilómetro de la costa llamada Cayo Santiago, conocida también como El Cayo de los Monos, que está habitaba por monos rhesus que una vez fueron usados para investigación científica en 1901. Cayo Santiago cuenta con una de las estaciones experimentales del Centro de Investigaciones de Primates del Caribe. La pequeña isla contiene una población de aproximadamente 800 monos, que son descendientes directos de los 409 monos importados desde la India y liberados en la isla en 1938. Las políticas de investigación limitan estrictamente el número de visitantes permitidos en la isla pero se puede navegar a su alrededor y bucear cerca, observando a los monos desde una distancia segura para los visitantes y los animales.

## Festivales
- Humacao Jazz Festival - 16 de agosto y 13 de diciembre de 2014 en la Plaza de Recreo de Humacao
- Festival Santa Cecilia (Patrona de los músicos) - se celebra en noviembre.
- Festival de la Pana - Se celebra el primer fin de semana de septiembre. Se ofrecen platos típicos hecho de panapén.
- Festival Lancha Planúa - Se celebra en julio en Punta Santiago.
- Festival del Grano- Celebrado en Patagonia (Fritura original de Humacao, hecha de arroz)
- Festival de la juventud
- Festival Tito Rojas
- Festival Comunitario Dulce Nombre de Jesús - Celebrado a finales de cada año, experiencia extraordinaria de conexión popular.
- La Buena Vida - Celebrado anualmente en Palmas del Mar. Cientos de colaboradores participan anualmente en este fiestón de arte, finos vinos y "haute cuisine" para levantar fondos de apoyo a instituciones de servicio en la región oriental.
- Long Weekends Jazz Fest @ Palmas del Mar - Festival de jazz mensual

## Alcaldes

### Siglos XVIII, XIX y XX (Primera mitad)
| Alcalde                                 | Periodo     |
| --------------------------------------- | ----------- |
| Juan Ramírez Navarro                    | (1721-1724) |
| Andrés Borrallo                         | (1724-1793) |
| José Atilano de Berrios                 | (1793-1808) |
| Miguel de Berrios                       | (1808-1810) |
| Francisco Rosa                          | (1810-1812) |
| Miguel de Berrios                       | (1812-1814) |
| Esteban de la Rosa                      | (1814-1816) |
| Pío de Ribas                            | (1816-1818) |
| Gaspar Vizcarrondo                      | (1818-1820) |
| Manuel Romero                           | (1820-1821) |
| Pablo López                             | (1821-1822) |
| Juan Buffil                             | (1822-1824) |
| Juan de Sains                           | (1824-1826) |
| Ramón Aboy                              | (1826-1828) |
| Vicente Gulbe                           | (1828-1832) |
| Mariano Francisco Polo                  | (1832-1836) |
| Manuel Sotero Marquetty                 | (1836-1838) |
| Salvador Pérez                          | (1838-1840) |
| Martín Aboy                             | (1840-1842) |
| Antonio Guzmán                          | (1842-1844) |
| Manuel de Barros                        | (1844-1846) |
| Francisco Plácido Lebrón                | (1846-1852) |
| Francisco de Barros                     | (1852-1856) |
| Jacinto Disdier                         | (1856-1858) |
| Manuel Camilo de la Rosa                | (1858-1860) |
| Bernardo Romero                         | (1860-1862) |
| Antonio Gautier                         | (1862-1866) |
| Ramón Santaella                         | (1866-1868) |
| Luis Goya                               | (1868-1870) |
| Luis Burset                             | (1870-1872) |
| Serafín Noya                            | (1872-1874) |
| Antonio Soler                           | (1874-1876) |
| Domingo Fulladosa                       | (1876-1878) |
| Sabás Rocafort                          | (1878-1880) |
| Ramón Frías                             | (1880-1882) |
| Santiago Paz                            | (1882-1884) |
| Juan N. Guzmán                          | (1884-1886) |
| José A. Guzmán                          | (1886-1890) |
| Juan de Nido                            | (1890-1892) |
| Juan Bertrán                            | (1892-1894) |
| Francisco Simonet                       | (1894-1896) |
| Tomás Carrera                           | (1896-1898) |
| Matías Gros y Joaquín Masferrer Berrios | (1898-1900) |
| Francisco Buxó Cabrera                  | (1900-1903) |
| Octavio Ramírez                         | (1903-1905) |
| Emilio Cuadra                           | (1905-1907) |
| Antonio Aldrey                          | (1907-1908) |
| Isidro A. Vidal                         | (1908-1916) |
| Julio A. Guzmán y José Manuel Pérez     | (1916-1918) |
| Francisco Vega y Antonio Barreiro       | (1918-1919) |
| Vicente Ortiz López                     | (1919-1921) |
| José Manuel Pérez                       | (1921-1923) |
| Manuel Pérez del Valle                  | (1923-1925) |
| Alfredo López                           | (1925-1926) |
| Joaquín Márquez                         | (1926-1930) |
| Manuel Pereyó                           | (1930-1933) |
| Mario Fuentes Morales                   | (1933-1937) |
| Joaquín Márquez                         | (1937-1944) |
| Antonio V. López                        | (1944-1948) |

### SigloXX(Segunda mitad) ySigloXXI
| Partido | Nombre                    | Foto | Periodo     | Barrio y/o Municipio de Origen |
| ------- | ------------------------- | ---- | ----------- | ------------------------------ |
|         | Modesto de León del Valle |      | 1948-1956   | Humacao                        |
| PPD     | Atanasio Martínez Díaz    |      | 1956-1973   | Bo. Buena Vista, Humacao       |
| PPD     | Juan M. Higgins Santana   |      | 1973-1976   | Humacao                        |
|         | Ángel Vélez Díaz          |      | 1977-1984   | Bo. Buena Vista, Humacao       |
| PPD     | Juan M. Higgins Santana   |      | 1985-1988   | Humacao                        |
| PPD     | Ramón Vega Sosa           |      | 1989-1992   | Humacao                        |
| PNP     | Julio C. López Gerena     |      | 1993-2000   | Humacao                        |
| PPD     | Marcelo Trujillo Panisse  |      | 2001-2019   | Guayanilla                     |
| PPD     | Luis R. Sánchez Hernández |      | 2019-2020   | Bo. Punta Santiago, Humacao    |
| PNP     | Reinaldo Vargas Rodríguez |      | 2021-2022   | Bo. Mariana, Humacao           |
| PNP     | Julio L. Gegiel Pérez     |      | 2022-2024   | Fajardo                        |
| PPD     | Rosamar Trujillo Plumey   |      | 2025-actual | Arecibo                        |

## Patrimonio y Lugares de Interés

### Lugares de interés en la Ciudad de Humacao
- Coliseo Marcelo Trujillo Panisse
- Complejo Deportivo Osvaldo Gil Bosch
- Estadio Néstor Morales
- Centro de Bellas Artes Águedo Mojica Marrero
- Concatedral Dulce Nombre de Jesús
- Plaza de Recreo Luis Muñoz Rivera
- Plaza del Mercado Wilfredo Cuadrado Sánchez
- Centro de Arte Ángel "Lito" Peña
- Centro Cultural Dra. Antonia Sáez
- La Casona Salvador Abreu Vega
- Teatro Victoria
- Monumento al Cacique Jumacao
- Casa Alcaldía de Humacao
- Escuela de Aviación
- Aeropuerto de Humacao
- Universidad de Puerto Rico en Humacao (UPRH)
- Museo Casa Roig
- Biblioteca Águedo Mojica Marrero UPRH
- Observatorio Astronómico UPRH
- Balneario Punta Santiago
- Palmas del Mar Beach Resort
- Cayo Santiago (Isla de Monos)
- Refugio de Vida Silvestre Efraín Archilla (Reserva Natural)

- Laguna Mandry
- Laguna Santa Teresa

- Playa Palma Alta Icacos
- Playa Punta Candelero
- Playa María Morales

## Economía
En el pasado su economía fue agrícola (caña de azúcar). En la actualidad se cultivan frutos menores y las explotaciones ganaderas y avícolas. Las fuentes principales de la economía son industrias, el turismo, prestación de servicios, la banca y el comercio. En la desembocadura del Río Antón Ruiz unas 300 hectáreas de manglares. También en la desembocadura del Río Candelero. En ambos sitios crece el mangle colorado, el negro y el blanco. Existe el cultivo de la caña de azúcar, frutos menores y la ganadería. El hierro es el mineral de más significación.

## Educación
La educación está dividida por niveles, como el sistema educativo de Estados Unidos. El nivel elemental está compuesto por los grados desde Kindergarten hasta sexto grado. El nivel intermedio desde el séptimo grado hasta el noveno grado. El nivel superior está compuesto por el grado décimo hasta el duodécimo. El nivel universitario que otorga los grados de Grado Asociado, Bachillerato, Maestría y Doctorado, en el caso de la Universidad de Puerto Rico en Humacao (UPRH), otorga grados de Grado Asociado y Bachillerato. En el nivel post-graduado no universitario se encuentran las instituciones creadas con el propósito de ofrecer la educación primaria, secundaria o vocacional a personas que no han podido estudiar y desean superarse.
Las escuelas pertenecientes al Sistema de Educación Públíca del municipio de Humacao son:
| Escuela                                           | Nivel                            | Programa Escuela Abierta |
| ------------------------------------------------- | -------------------------------- | ------------------------ |
| Julia Hernández (Anton Ruíz)                      | Elemental                        | No                       |
| Antonia Sáez                                      | Elemental                        | Sí                       |
| Antonio A. Roig                                   | Elemental                        | No                       |
| Cándido Berríos                                   | Elemental                        | Sí                       |
| Carmen Pilar Santos                               | Elemental                        | Sí                       |
| Dr. Víctor Rincón                                 | Elemental                        | Sí                       |
| Adrían Medina                                     | Elemental                        | Sí                       |
| Escuela Especializada en Bellas Artes             | Intermedia y Superior            | Sí                       |
| Luz A. Cruz De Santana                            | Elemental                        | Sí                       |
| Braulio Ayala Pérez (Mambiche Blanco ll)          | Elemental                        | Sí                       |
| Manuel Surillo                                    | Elemental                        | Sí                       |
| Antonio Rosa Guzmán (Nueva Elemental Bo. Mariana) | Elemental                        | Sí                       |
| Padre Rivera                                      | Elemental                        | Sí                       |
| Pepita López                                      | Elemental                        | No                       |
| Rufino Vigo                                       | Elemental                        | Sí                       |
| Lidia Fiol Scarano                                | Elemental                        | Sí                       |
| Avelino Peña Reyes                                | Intermedio                       | Sí                       |
| Carlos Rivera Ufret                               | Intermedio                       | Sí                       |
| Juan De Dios López                                | Intermedio                       | No                       |
| Juan Ponce De León                                | Intermedio                       | Sí                       |
| Academia de Adultos                               | Postsecundario No Universitario  | Sí                       |
| Francisco Isern Jiménez                           | Segunda Unidad                   | No                       |
| Agapito López Flores                              | Segunda Unidad                   | Sí                       |
| Cruz Ortiz Stella                                 | Segunda Unidad                   | Sí                       |
| José Toro Ríos                                    | Segunda Unidad                   | Sí                       |
| Luciano Ríos                                      | Segundad Unidad                  | Sí                       |
| Rosa María Rosario De León                        | Segunda Unidad                   | No                       |
| Ana Roqué De Duprey                               | Superior                         | Sí                       |
| Petra Mercado Bougart                             | Superior                         | Sí                       |
| Sup. Voc. Tec. Manuel Mediavilla Negrón           | Superior                         | Sí                       |
| Escuela Libre de Música                           | Elemental, Intermedia y Superior | Sí                       |
| Universidad de Puerto Rico en Humacao             | Universitario                    |                          |

Escuelas privadas en Humacao: Colegio San Benito, Colegio San Antonio Abad, Nuestra Señora del Perpetuo Socorro y The Palmas Academy.

## Clima
Humacao es lluvioso y ventoso todos los días del año. Sus temperaturas máximas en verano son de hasta 32 grados Celsius o más. En invierno es menos cálido, con máximas que alcanzan entre 25 a 28 grados celsius (raras veces puede ser más o puede ser menos)
Su punto de rocío es alto, haciendo a Humacao muy húmedo.

## Topografía
Su territorio es predominantemente llano, son algunas elevaciones menores como el cerro Mabú. Sus principales accidentes geográficos ocurren en la costa.

## Hidrografía
Sus tierras están regadas por los ríos Antón Ruiz, Humacao, Candelero y la Quebrada Frontera y otras quebradas que son afluentes de los tres ríos.